# Rimski-Korsakov (film)
Pour les articles homonymes, voir Rimski-Korsakov (homonymie).
Pour plus de détails, voir Fiche technique et Distribution.
Rimski-Korsakov (en russe : Римский-Корсаков) est un film biographique soviétique de 1953 réalisé par Guennadi Kazanski et Grigori Rochal, avec Grigori Belov, Nikolaï Tcherkassov et Alexandre Borissov dans les rôles principaux. 

## Liminaire
Le film, tourné en Sovcolor, dépeint la vie du compositeur russe Nikolaï Rimski-Korsakov.   

## Synopsis
À Saint-Pétersbourg le compositeur Nikolaï Rimski-Korsakov connaît la période la plus faste de sa carrière, bien que son tout nouvel opéra Sadko, ait été rejeté par le Théâtre Impérial et ait dû être mis en scène dans l'opéra privé de Savva Mamontov, un mécène renommé des arts. Sadko, qui fait grande impression sur les amateurs, est bientôt suivi de plusieurs chefs-d'œuvre, Mozart et Salieri, La Fiancée du tsar, ainsi que les contes de fées Le Conte du tsar Saltan et Le Coq d'or.

## Fiche technique
- Titre original : Rimski-Korsakov
- Réalisation : Guennadi Kazanski, Grigori Rochal
- Scénario : Anna Abramova, Grigori Rochal
- Photographie : Mikhaïl Maguid, Lev Sokolski
- Montage :
- Musique : Gueorgui Sviridov
- Pays de production : Union soviétique
- Langue originale : russe
- Format : couleur
- Genre : biographique
- Durée : 114 minutes
- Dates de sortie :  
  - Union soviétique : 24 août 1953

## Distribution
- Grigori Belov : Nikolaï Rimski-Korsakov
- Nikolaï Tcherkassov : Vladimir Stassov
- Alexandre Borissov : Savva Mamontov
- Lilia Gritsenko : Nadejda Zabela-Vroubel
- Viktor Khokhriakov : Alexandre Glazounov
- Anatoli Kouznetsov : Anatoli Liadov
- Lidia Soukharevskaïa : Mme Rimskaïa-Korsakova
- Alexandre Ognivtsev : Fédor Chaliapine
- Boris Kokovkine : Valentin Serov
- Sergueï Kourilov : Mikhaïl Vroubel
- Lidia Dranovskaïa : Almazova
- Anatoli Verbitski : Mikhaïlov
- Tatiana Lennikova : Lebedeva
- Agassi Babayan : Daryan
- Bruno Freindlich : Ramenski
- Vladimir Balachov : Serge de Diaghilev
- Fiodor Nikitine : le grand-duc
- Evgueni Lebedev : Kochtcheï dans l'opéra Kachtcheï l'immortel

## Voir également
- Sadko est un film également de 1953 qui adapte l'opéra de Rimsky-Korsakov.